# (5295) Masayo
(5295) Masayo (1991 CE) – planetoida z pasa głównego asteroid okrążająca Słońce w ciągu 5,58 lat w średniej odległości 3,15 j.a. Odkryta 5 lutego 1991 roku.